# Aurélie Claudel
 (mai 2014).
Si vous disposez d'ouvrages ou d'articles de référence ou si vous connaissez des sites web de qualité traitant du thème abordé ici, merci de compléter l'article en donnant les références utiles à sa vérifiabilité et en les liant à la section « Notes et références ».
Pour les articles homonymes, voir Claudel.
Aurélie Claudel, née le 7 août 1980 à Saint-Mars-d'Outillé en France, est un mannequin et une actrice française.

## Biographie
Aurélie Claudel est découverte par l'agent Dawn Wolfe au Jardin des plantes de Paris en 1996. L'année suivante, elle défile pour la première fois lors de la Fashion Week de New York, pour Calvin Klein, DKNY, Marc Jacobs et Vivienne Tam (en) et obtient sa première couverture, Cosmopolitan.
En 1998, elle fait la Une de Vogue Paris et pose pour Allure. En 1999, elle apparaît dans le clip Private Emotion de Ricky Martin. Elle devient l'égérie de Chloé et des cosmétiques Chanel, et est photographiée par Steven Meisel pour Valentino.
En 2000 et 2001, elle défile pour Victoria's Secret. En 2001, elle est photographiée par Mario Testino pour le calendrier Pirelli et pose pour l'édition spéciale maillots de bain du magazine Sports Illustrated.

## Filmographie

### Cinéma
- 2012 : Alter Egos (en) de Jordan Galland : Femme riche
- 2013 : Apprenti Gigolo de John Turturro : Femme Tai Chi (non créditée)
- 2014 : Welcome to New York d'Abel Ferrara : Escorte VIP d'Air France
- 2015 : Ava's Possessions de Jordan Galland : Colette

### Télévision
- 2014 : Taxi Brooklyn : Marie
- 2014 : Unforgettable : Camille Cosgrove

### Videoclip
- 1999 : Private Emotion de Ricky Martin